# Biches
Pour les articles homonymes, voir Biche.
Biches est une commune française située dans le département de la Nièvre, en région Bourgogne-Franche-Comté.

## Géographie

### Localisation
Biches est un village du Nivernais situé à 22 km à vol d'oiseau au sud-ouest de Château-Chinon, 24 km au nord-est de Decize et 36 à l'est de Nevers.
La commune est située dans l'aire d'attraction de Nevers, ainsi que dans la zone d'emploi et le bassin de vie de cette ville

### Communes limitrophes
Les communes limitrophes sont  Alluy, Brinay, Fertrève, Limanton, Montigny-sur-Canne et Tintury.

### Géologie et relief
La superficie de la commune est de 24,55 km2 ; son altitude varie de[Combien ?] à 307 mètres.

### Hydrographie

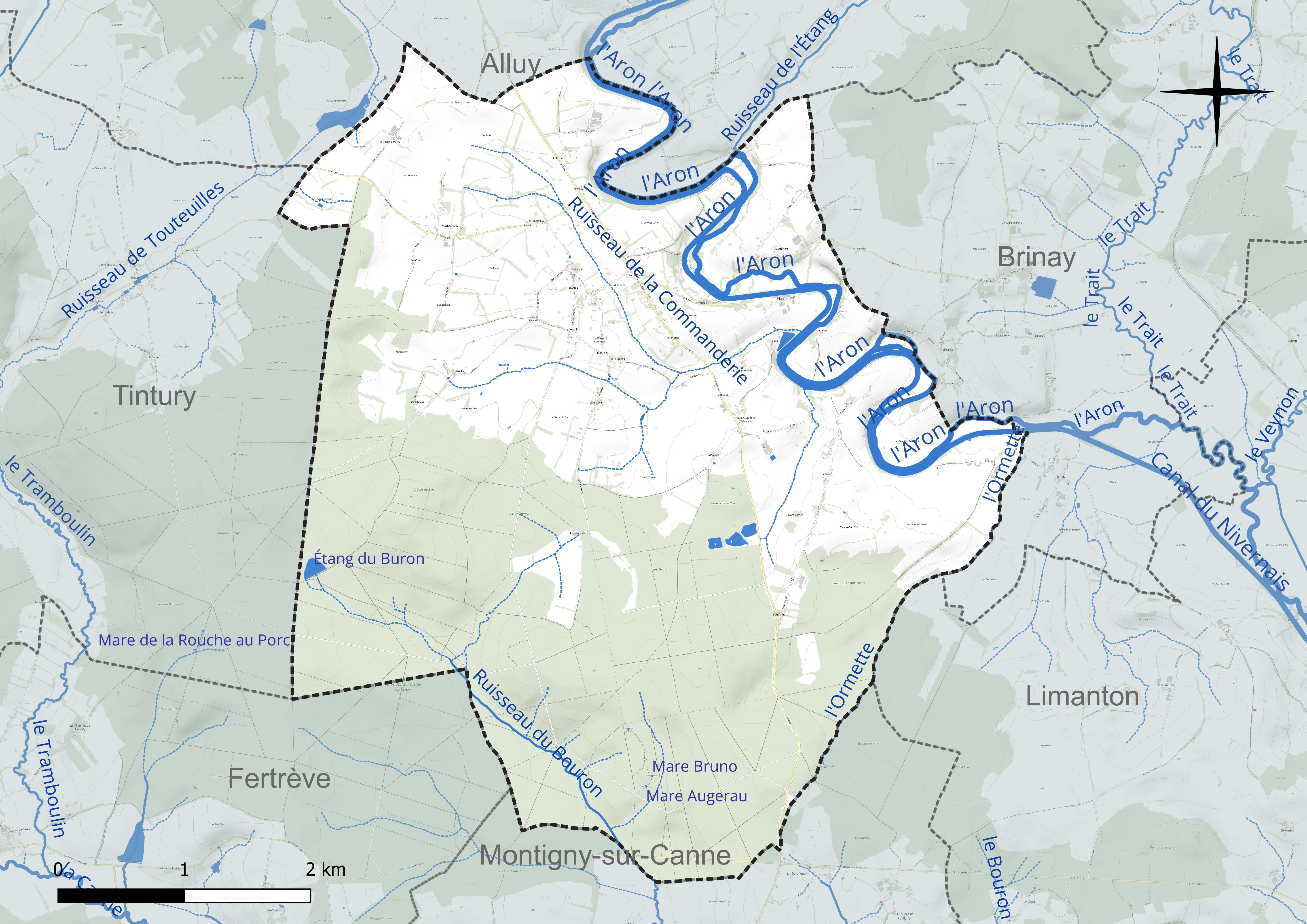
Carte hydrographique de la commune.

La partie nord-est du territoire communal est structurée par les méandres de l'Aron, qui jouxtent le canal du Nivernais. Cinq écluses sont situées sur la commune, dont l’écluse de Fleury est la plus connue.
Plusieurs petits cours d'eau drainent également la localité.

### Climat
Pour des articles plus généraux, voir climat de la Bourgogne-Franche-Comté et climat de la Nièvre.
En 2010, le climat de la commune est de type océanique dégradé des plaines du Centre et du Nord, selon une étude du Centre national de la recherche scientifique s'appuyant sur une série de données couvrant la période 1971-2000. En 2020, Météo-France publie une typologie des climats de la France métropolitaine dans laquelle la commune est exposée à un climat océanique altéré et est dans la région climatique des Centre et contreforts nord du Massif Central, caractérisée par un air sec en été et un bon ensoleillement.
Pour la période 1971-2000, la température annuelle moyenne est de 11 °C, avec une amplitude thermique annuelle de 16,2 °C. Le cumul annuel moyen de précipitations est de 921 mm, avec 12,8 jours de précipitations en janvier et 8,2 jours en juillet. Pour la période 1991-2020, la température moyenne annuelle observée sur la station météorologique de Météo-France la plus proche, « Château-Chinon », sur la commune homonyme à 22 km à vol d'oiseau, est de 10,5 °C et le cumul annuel moyen de précipitations est de 1 252,3 mm. 
La température maximale relevée sur cette station est de 38,8 °C, atteinte le 25 juillet 2019 ; la température minimale est de −21,3 °C, atteinte le 10 février 1956,,.
Les paramètres climatiques de la commune ont été estimés pour le milieu du siècle (2041-2070) selon différents scénarios d'émission de gaz à effet de serre à partir des nouvelles projections climatiques de référence DRIAS-2020. Ils sont consultables sur un site dédié publié par Météo-France en novembre 2022.

### Milieux naturels et biodiversité
Une partie importante du territoire communal est constituée par la forêt domaniale de Vincence.

## Urbanisme

### Typologie
Au 1er janvier 2024, Biches est catégorisée commune rurale à habitat très dispersé, selon la nouvelle grille communale de densité à sept niveaux définie par l'Insee en 2022.
Elle est située hors unité urbaine. Par ailleurs la commune fait partie de l'aire d'attraction de Nevers, dont elle est une commune de la couronne,. Cette aire, qui regroupe 93 communes, est catégorisée dans les aires de 50 000 à moins de 200 000 habitants,.

### Occupation des sols

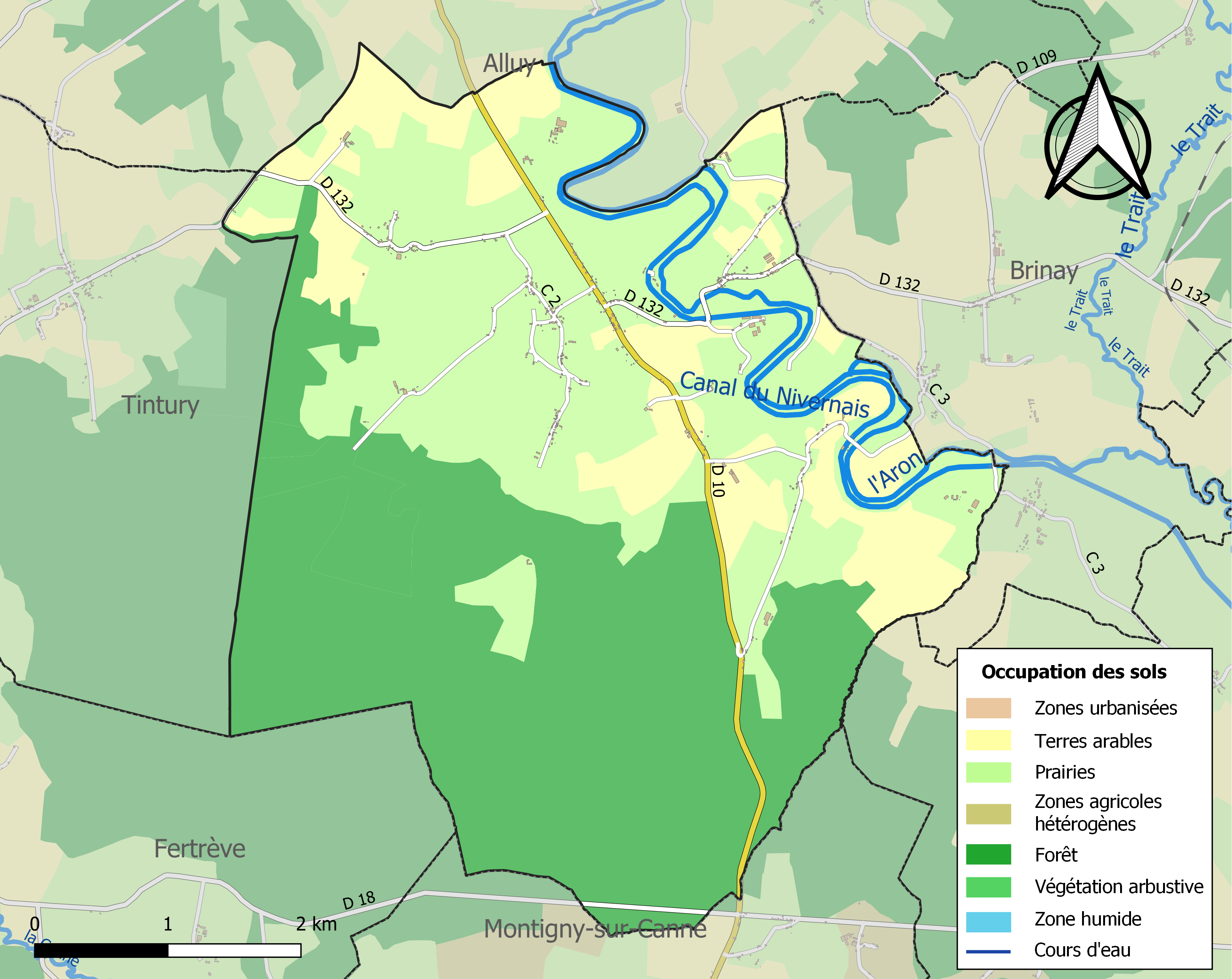
Carte des infrastructures et de l'occupation des sols de la commune en 2018 (CLC).

L'occupation des sols de la commune, telle qu'elle ressort de la base de données européenne d’occupation biophysique des sols Corine Land Cover (CLC), est marquée par l'importance des territoires agricoles (54,6 % en 2018), une proportion identique à celle de 1990 (54,6 %). La répartition détaillée en 2018 est la suivante : forêts (45,4 %), prairies (40 %), terres arables (14,6 %). L'évolution de l’occupation des sols de la commune et de ses infrastructures peut être observée sur les différentes représentations cartographiques du territoire : la carte de Cassini (XVIIIe siècle), la carte d'état-major (1820-1866) et les cartes ou photos aériennes de l'IGN pour la période actuelle (1950 à aujourd'hui).

### Habitat et logement
En 2020, le nombre total de logements dans la commune était de 267 comme en 2015, alors qu'il était de 263 en 2010.
Parmi ces logements, 56 % étaient des résidences principales, 33,8 % des résidences secondaires et 10,2 % des logements vacants. Ces logements étaient  tous des maisons individuelles.
Le tableau ci-dessous présente la typologie des logements à Biches en 2020 en comparaison avec celle de la Nièvre et de la France entière. Une caractéristique marquante du parc de logements est ainsi une proportion de résidences secondaires et logements occasionnels (33,8 %), nettement supérieure à celle du département (15,2 %) et à celle de la France entière (9,7 %). 
| Typologie                                               | Biches | Nièvre | France entière |
| ------------------------------------------------------- | ------ | ------ | -------------- |
| Résidences principales (en %)                           | 56     | 70,9   | 82,1           |
| Résidences secondaires et logements occasionnels (en %) | 33,8   | 15,2   | 9,7            |
| Logements vacants (en %)                                | 10,2   | 14     | 8,2            |

## Toponymie
L'annuaire Gillet pour 1890 déclare sans hésiter : Biches ; Bichiis (de bia, doux, et chiis cavernes, pluriel de chia) soit que le temple de Villars ait remplacé des cavernes druidiques, soit que le prieuré de Biches ait pris la succession. 
L'abbé J.M. Meunier, spécialiste des parlers nivernais, estime que plus de mille noms de lieux de la Nièvre tirent leur origine de produits naturels. À défaut de texte, on est tenté de faire dériver Biches, Bichia, du bas latin buxea, buxus, buis, lieu où poussaient des buis, plante encore assez rare et difficile à acclimater dans la région. Le nom se retrouve pour un domaine de la Nièvre : les Biches, commune de Dompierre-sur-Nièvre. Il est répandu dans le centre de la France sous les formes Boësse, Bouisse, Bisseuil, Bussière, Boissière, etc.

## Histoire

### Préhistoire
Des traces d’occupation datant du Paléolithique ont été relevées dans la grotte d’Arfond.

### Antiquité
Une voie romaine passe à Villars, où se trouve une villa gallo romaine. On y a mis au jour des fragments de peinture murale, de mosaïques à décor varié ainsi que des céramiques, des sculptures et des pièces de monnaies.

### Moyen Âge
Au XIe siècle, un prieuré bénédictin, fondé par Gauthier dit « le Fort », seigneur du lieu, est dédié à saint Victor et relève de l'abbaye Notre-Dame-de-la-Charité de Neuvelle-lès-la-Charité.
Au hameau de La Commanderie », se trouvait une ancienne commanderie de l'ordre du Temple, qui revient aux Hospitaliers de l'ordre de Saint-Jean de Jérusalem lors de la dévolution des biens de l'ordre du Temple.

## Politique et administration

### Rattachements administratifs et électoraux

#### Rattachements administratifs
La commune se trouve dans l'arrondissement de Château-Chinon du département de la Nièvre
Elle faisait partie depuis 1793 du canton de Châtillon-en-Bazois. Dans le cadre du redécoupage cantonal de 2014 en France, cette circonscription administrative territoriale a disparu, et le canton n'est plus qu'une circonscription électorale.

#### Rattachements électoraux
Pour les élections départementales, la commune fait partie depuis 2014 du canton de Château-Chinon
Pour l'élection des députés, elle fait partie de la deuxième circonscription de la Nièvre.

### Intercommunalité
Biches était membre fondateur de la petite communauté de communes du Bazois, un établissement public de coopération intercommunale (EPCI) à fiscalité propre créé en 1998 et auquel la commune avait transféré un certain nombre de ses compétences, dans les conditions déterminées par le Code général des collectivités territoriales.
Dans le cadre des dispositions de la loi portant nouvelle organisation territoriale de la République du 7 août 2015, qui prévoit que les établissements publics de coopération intercommunale (EPCI) à fiscalité propre doivent avoir un minimum de 15 000 habitants, cette intercommunalité a fusionné avec ses voisines pour former, le 1er janvier 2017, la communauté de communes Bazois Loire Morvan, dont est désormais membre la commune .

### Liste des maires
| Période                                  | Période                    | Identité             | Étiquette | Qualité |
| ---------------------------------------- | -------------------------- | -------------------- | --------- | --- |
| Les données manquantes sont à compléter. |                            |                      |           | |
|                                          |                            |                      |           | |
| Mars 1983                                | 2014                       | Bernard Martin       | PS        | conseiller général de de Châtillon-en-Bazois (2001 → 2015) vice-président du conseil général de la Nièvre (2011 → 2015) président de la CC du Bazois (2008 → 2014) |
| Mars 2014                                | juillet 2020               | Jean-Philippe Panier |           | gérant de société président départemental et régional de la pêche vice-président de la CC Bazois, Loire, Morvan (2017 → 2020)                                      |
| Juillet 2020                             | mars 2023                  | Denise Perret        |           | ancienne profession intermédiaire démissionnaire |
| depuis juin 2023                         | En cours (au 3 avril 2024) | Annie Lecerf         |           | profession intermédiaire administrative de la Fonction publique |

## Équipements et services publics

### Enseignement
Une école spécialisée dans la formation des métiers du bois s'est implantée à Biches en 2023.

### Postes et télécommunications
La commune dispose d'une agence postale communale.

## Population et société

### Démographie
L'évolution du nombre d'habitants est connue à travers les recensements de la population effectués dans la commune depuis 1793. Pour les communes de moins de 10 000 habitants, une enquête de recensement portant sur toute la population est réalisée tous les cinq ans, les populations de référence des années intermédiaires étant quant à elles estimées par interpolation ou extrapolation. Pour la commune, le premier recensement exhaustif entrant dans le cadre du nouveau dispositif a été réalisé en 2007.

En 2022, la commune comptait 254 habitants, en évolution de −13,61 % par rapport à 2016 (Nièvre : −3,28 %, France hors Mayotte : +2,11 %).
| 1793 | 1800 | 1806 | 1821 | 1831 | 1836 | 1841 | 1846 | 1851 |
| ---- | ---- | ---- | ---- | ---- | ---- | ---- | ---- | ---- |
| 638  | 653  | 508  | 542  | 845  | 896  | 863  | 902  | 951  |

| 1856 | 1861 | 1866 | 1872 | 1876  | 1881  | 1886  | 1891  | 1896  |
| ---- | ---- | ---- | ---- | ----- | ----- | ----- | ----- | ----- |
| 916  | 918  | 944  | 959  | 1 009 | 1 016 | 1 042 | 1 044 | 1 035 |

| 1901  | 1906  | 1911 | 1921 | 1926 | 1931 | 1936 | 1946 | 1954 |
| ----- | ----- | ---- | ---- | ---- | ---- | ---- | ---- | ---- |
| 1 036 | 1 026 | 865  | 691  | 613  | 593  | 550  | 556  | 404  |

| 1962 | 1968 | 1975 | 1982 | 1990 | 1999 | 2006 | 2007 | 2012 |
| ---- | ---- | ---- | ---- | ---- | ---- | ---- | ---- | ---- |
| 373  | 405  | 416  | 381  | 316  | 290  | 331  | 337  | 315  |

| 2017 | 2022 | - | - | - | - | - | - | - |
| ---- | ---- | - | - | - | - | - | - | - |
| 287  | 254  | - | - | - | - | - | - | - |

## Culture locale et patrimoine

### Lieux et monuments
- colombiers ;
- maisons et fermes d'architecture bourguignonne ;
- forêt de Vincence ;
- site de Fleury, où se trouve un barrage à aiguilles installé en 1836-1860 et servant à alimenter le canal du Nivernais par les eaux de l'Aron. Il a été reconstruit à la fin du XXe siècle. Un pavillon du XIXe siècle, réhabilité par une association en 1987, en abrite les commandes[26],[27] ;
- circuit pédestre autour du site de Fleury ;
- fontaine de Chamont.

### Personnalités liées à la commune
- Louis Mathieu Poussereau (1855-1931), chef de service aux houillères de La Machine, poète, historien du Nivernais, artiste peintre, archéologue, biographe, né dans la commune et décédé à Saint-Benin-d'Azy.

## Pour approfondir